# 東京水道労働組合
東京水道労働組合（とうきょうすいどうろうどうくみあい）は、東京都水道局、および、東京都下水道局の労働組合である。現在、全日本水道労働組合に加盟する全水道東京水道労働組合と、日本自治体労働組合総連合に加盟する自治労連東京水道労働組合に分裂している。

## 分裂までの経緯
東京水道労働組合の執行部は日本共産党系が握っていたが、組合員の中には日本社会党を支持する者も多かった。1962年、超過勤務をめぐる対応で、共産党系と社会党系の組合員の対立が深刻化し分裂。社会党系は同時期に結成された全日本水道労働組合に加盟し、正式名称を全水道東京水道労働組合とした。また、共産党系の東水労は分裂により少数組合となった。

## 全水道東京水道労働組合
正式名称は全水道東京水道労働組合で、略称は全水道東水労あるいは東水労。単に東水労と言う名称は、多くはこちらを指すが、正式に全水道を名称に冠していることから、また、後述する自治労連加盟の東水労と区別するために全水道東水労と呼ばれる、あるいは自称することもある。

## 自治労連東京水道労働組合
自治労連に加盟する東水労。全労連などでは単に東水労と言えばこちらを指す。東京自治労連の呼称は自治労連東水労。全水道東水労は分裂時の委員長の苗字を冠し東水労（秋山）と呼んでいる。分裂してからしばらくは上部団体をもたなかったが、1980年代の労働戦線の再編で日本自治体労働組合総連合が結成されるとこれに加盟する。共産党の影響が強いとされるが、上部団体の自治労連および全労連と同様に組織として特定政党を支持しないという方針を採っている。

### 全水道東水労
- 全国労働組合連絡協議会 (1989-)
- 東京都労働組合連合会
- 日本労働組合総連合会
- 全日本水道労働組合

### 自治労連東水労
- 全国労働組合総連合
- 日本自治体労働組合総連合
- 名古屋水道労働組合
- 首都圏青年ユニオン